# Svenska mästerskapen i dressyr 2000
Svenska mästerskapen i dressyr 2000 avgjordes i Enköping. Tävlingen var den 50:e upplagan av Svenska mästerskapen i dressyr.

## Resultat
| Placering | Ryttare           | Häst            |
| --------- | ----------------- | --------------- |
| 1         | Louise Nathhorst  | Guinness 888    |
| 2         | Pether Markne     | Flyinge Amiral  |
| 3         | Tinne Vilhelmsson | Cezar           |
| 4         | Jan Brink         | Björsells Briar |
| 5         | Ulla Håkansson    | Bobby           |
| 6         | Susanne Gielen    | Cashmir         |